# 盛安 (乾隆進士)
盛安（？—？），字無逸，號選齋、静溪，鍾氏，正白旗汉军广安佐领下人。乾隆己酉举人，庚戌联捷进士。
历任翰林院庶吉士、禮部员外郎、福建泉州府知府等职。
女儿鍾氏，道光丙戌进士、文渊阁大学士柏葰繼妻。